# José Assunção de Carvalho
José Assunção de Carvalho (São Domingos do Prata, 15 de agosto de 1911 - Belo Horizonte, 2003) foi um artista brasileiro nascido no estado de Minas Gerais.
Faz parte do grupo conhecido, desde o final da década de 70, como GTO, formado por artistas notáveis da arte popular mineira.

## Vida
José Assunção de Carvalho, filho de Josefa Sérgia e Antônio Praxedes de Carvalho, nasceu em Morro da Sela, distrito de São Domingos do Prata, e começou a estudar aos 10 anos em uma escola da zona rural, onde ficou durante apenas dois anos. Residiu em Nova Era, onde recebeu marcante influência da paisagem deixada pelo ciclo do ouro, inclusive sua degradação,e em Itabira, onde teve uma barbearia.
Exerceu diversas atividades profissionais (lavrador, barbeiro, ajudante de mascate e caixa de bar) até começar, em 1953, a pintar estandartes sob encomenda, após fabricar uma para o sogro em ocasião da Festa de São Antônio.
Em 1974, a carreira decolou após uma encomenda feita em Mariana, quando vendeu 200 quadros para um único cliente e 400 para outro, logo depois, em Ouro Preto.
Foi casado com Maria Mendes de Carvalho, costureira, com a qual viveu durante 56 anos e teve 5 filhos, Maria Cornélia Carvalho dos Santos, a pintora Margarida Maria de Carvalho, José Vitorino de Carvalho, Terezinha das Graças Carvalho e Ana Lúcia Evangelista de Carvalho.
Também foi escritor, tendo inclusive produzido uma autobiografia inédita. Produzia charadas, cartas enigmáticas, contos, rimas... Tocava violão e bandolim (durante as missas da Catedral Nossa Senhora do Rosário - Itabira MG), além de outros instrumentos como teclado, viola, instrumentos de percussão (todos de ouvido), além de ter sido compositor.

## Obras
Segundo cálculo do próprio artista, sua produção artística chegou a 2 mil quadros,espalhados por todos os estados brasileiros e países da América Latina e Europa.
As paisagens e o cotidiano do interior mineiro, como a religiosidade, marcante também em sua vida, são as principais características de suas obras, assim como o colorido e a coletividade. As minúcias foram rigorosamente retratadas, sendo onipresente um casal de velhinhos.
O aniversário de 100 anos de nascimento do artista foi comemorado com uma mostra formada por 25 obras na Galeria de Arte do BDMG, em Belo Horizonte.

## Recepção crítica
Segundo o crítico Márcio Sampaio, José Assunção tinha horror ao vazio, tanto que, segundo a lenda, atribuía o preço dos seus quadros à quantidade de elementos retratados em cada tela.  Ainda de acordo com o crítico, suas obras são barrocas, feéricas, dificilmente melancólicas e singularmente saborosas.

### Premiações
Em 1978, recebeu premiação máxima pelo quadro Folia de Reis, em uma exposição da Asta, no Rio de Janeiro.